# Burg Miglos
Die Burg Miglos (französisch Château de Miglos, auch Château d’Arquizat, okzitanisch Castèth de Miglòs) ist die Ruine einer mittelalterlichen Höhenburg im heutigen Département Ariège in der französischen Region Okzitanien.

## Lage
Die Burgruine liegt am Rand der D 156 etwa 800 Meter nordwestlich von Miglos und etwa 200 Meter östlich der Ortschaft Capoulet-et-Junac.

## Geschichte
Ein Vorläuferbau wurde 1213 erstmals erwähnt. 
Die heutige Burgruine wurde 1320 als Verteidigungsanlage durch die Herren von Miglos errichtet. Von hier aus ließ sich das Tal des Vicdessos überwachen. Die Seigneurs de Miglos als Vasallen der Grafen von Foix öffneten ihre Burg den Königen von Aragon, boten aber heimlich auch den Katharern Unterschlupf. Das Bauwerk gilt daher auch als eine der Katharerburgen. Im 16. Jahrhundert ließ Kardinal Richelieu die Burg schleifen. Weitere Schäden entstanden während der Französischen Revolution. 1830 wurde die Burgruine während einer Rebellion in Südfrankreich geplündert. Ein Teil der Mauern stürzten 1948/1949 ein.
1976 kauften Mathilde und Pierrette Gouzy die Burgruine und stifteten diese 1984 der Gemeinde. Seit 1999 wurden zwei Restaurierungsprojekte zur Stabilisierung der Burgreste durchgeführt.

## Architektur
Die Burganlage erstreckt sich auf einem 3000 Quadratmeter großen Plateau auf ca. 600 Quadratmeter auf einem Kalksteinaufschluss. Im Norden befanden sich die Wohnquartiere. Im Westen stand ein quadratischer Turm von 15 Metern Höhe. Im Osten befand sich ein Raum mit Schießscharten, der die Zufahrtsstraße überwachte. Im Süden stand ein viereckiger, mehr als 20 Meter hoher Bergfried, der später erhöht wurde. Die Überreste dieser Bauwerke sind noch heute sichtbar.
Die Burgruinen wurden am 22. September 1987 als Monument historique (Classé MH) eingetragen.
Die Spoulga von Baychon liegt auch in Miglos.